# 哈尔沃斯博斯特尔
哈尔沃斯博斯特尔是德国下萨克森州的一个市镇。总面积18.15平方公里，总人口721人，其中男性356人，女性365人（2011年12月31日），人口密度40人/平方公里。